# Kid (2013)
Kid is de derde langspeelfilm van Fien Troch. 

## Verhaal[1]
Een zevenjarig jongetje moet samen met zijn broer inwonen bij zijn tante en nonkel. Het lukt de jongen niet om het gemis van zijn moeder en de band die hij ermee had te verwerken.

## Prijzen
- 2013: De grote prijs op het Internationaal Filmfestival van Aubagne
- 2013: Beste Muziek (voor Senjan Jansen) op het Internationaal Filmfestival van Aubagne
- 2013: André Cavensprijs
- 2014: Magritte du meilleur film flamand en coproduction